# Красноярка (Топчихинський район)
Красноя́рка (рос. Красноярка) — село у складі Топчихинського району Алтайського краю, Росія. Адміністративний центр Красноярської сільської ради.

## Населення
Населення — 376 осіб (2010; 493 у 2002).
Національний склад (станом на 2002 рік):
- росіяни — 88 %